# Kardasjevskalan

Den mänskliga civilisationens utveckling från 1900 till 2030 som den ser ut enligt Kardasjevskalan.

Kardasjevskalan är en klassifikationsskala som utvecklades av den ryske astronomen Nikolaj Kardasjev. Skalan används för att grovt klassificera civilisationer som Typ I, Typ II eller Typ III. Kardasjev själv indelade sedan skalan i hundradelar, och vår nuvarande (2023) klassificering är 0,73.
Carl Sagan använde år 1973 formeln
{\displaystyle K={\frac {\log _{10}{W}-6}{10}}},
för att bestämma vår civilisations klassificering på Kardasjevskalan där {\displaystyle {W}} är mänsklighetens energikonsumtion i Watt och {\displaystyle {K}} är det resulterande värdet på Kardasjevskalan. Sagan antog 1973 ett värde 1013 på {\displaystyle {W}}, vilket ger ett {\displaystyle {K}} på 0,72.

## Civilisationstyper
Energi är en statisk kvantitet och benämns i enheten Joule. Effekt är ett mått av energiöverföring per tidsenhet och benämns i enheten watt (Joule per sekund). De tre nivåerna på Kardasjevskalan använder effekt (W) för att plottas i en logaritmisk skala.

### Typ I
En civilisation av Typ I klassifikation kan tillvarata all tillgänglig energi på en planetär skala, eller ungefär 1016 till 1017 W. Jorden har ungefär 1,74 x 1017 W att tillgå. Kardasjevs första värde för denna klassificering var 4 x 1012, en "teknologisk nivå nära den nuvarande", vilket formulerades 1964.

### Typ II
En civilisation av Typ II klassifikation kan tillvarata all tillgänglig energi på en stellär skala, eller ungefär 4 x 1026 W. Vår egen sol avger ungefär 3,86 x 1026 W.

### Typ III
En civilisation av Typ III klassifikation kan tillvarata all tillgänglig energi inom en galax, eller ungefär 4 x 1037 W. Detta värde kan variera mycket eftersom det finns en stor variation på galaxer. Det angivna värdet är den ungefärliga effektutmatningen från Vintergatan.

## Energiutveckling

### Metoder för att uppnå Typ I
- Storskalig användning av fusion som energikälla. Enligt mass-energiekvivalensen innebär en Typ I klassifikation att ungefär 2 kg materia omvandlas till energi varje sekund. I nutid finns ingen metod att helt omvandla massa till energi, men en ekvivalent energiutmatning kan uppnås genom att omvandla 280 kg väte till helium per sekund, vilket innebär en konsumtion av 8,9 x 109 kg per år. En kubikkilometer vatten innehåller ungefär 1011 väte och jordens hav innehåller ungefär 1,3 x 109 kubikkilometer vatten. Detta betyder att energikonsumtion på denna nivå kan bibehållas över geologiska tidsskalor.
- Artificiellt framställd antimateria kan aldrig ge en energinettovinst, men en civilisation med förmågan att samla och lagra naturligt förekommande antimateria i stora mängder skulle kunna framställa energi på en nivå många tiopotenser över vår nuvarande. När materia och antimateria kolliderar omvandlas hela massan till kinetisk energi. Energidensiteten är ungefär 10 000 gånger högre än vid fission och 100 gånger högre än vid fusion. 1 kg antimateria som reagerar med 1 kg materia skulle avge ungefär 1,8 x 1017 Joule.
- Solenergi kan direkt via solpaneler eller solkraftverk, eller indirekt via vind- eller vattenkraft, användas. I dagsläget finns ingen tillgänglig teknik för detta utan att helt täcka jordens yta av artificiella strukturer och byggnader, vilket inte är praktiskt. Om en civilisation konstruerade mycket stora rymdbaserade solkraftverk skulle energinivåer av Typ I kunna uppnås.

### Metoder för att uppnå Typ II
- En Dysonsfär eller Dysonsvärm är hypotetiska konstruktioner som ursprungligen beskrevs av Freeman Dyson som ett system av solkraftverk i omloppsbana runt solen. Tanken bakom var att satelliterna skulle tillvarata det mesta eller all av energin som utstrålas.
- En massa av stellär storlek kan långsamt matas in i ett svart hål, och energin som avges av ackretionsdisken kan samlas in och omvandlas. Lite mindre extremt kan vara att fånga in fotoner från redan existerande ackretionsdiskar.

### Metoder för att uppnå Typ III
- Liknande metoder som Typ II kan användas, men i större skala. Istället för ett svart hål kan till exempel ett supermassivt svart hål användas.